# Tom Audenaert
Tom Audenaert (Lokeren, 21 mei 1979) is een Vlaams acteur.

## Biografie
Hij studeerde tot 2003 aan De Kleine Academie, een internationale acteeracademie in Brussel en was vervolgens actief in het straattheatergezelschap Compagnie Bizar. In 2008 verkaste hij naar Ensemble Leporello, een reizend theatergezelschap uit het Brusselse dat onder meer in juli 2010 tijdens het Festival van Avignon optrad. Ook bij Theater Bizon, theaterhuis Aksident en Productions en Zonen stond hij op de planken.
Tom Audenaerts eerste filmhoofdrol was deze van de blinde Jozef in Hasta la vista van Geoffrey Enthoven. Nadien volgden rollen als de fotograaf Luc Auwerckx in de televisieserie Quiz Me Quick van Bart De Pauw en de jeugdserie Lekker Windje op Ketnet. In Vlaanderen verwierf hij ook bekendheid door zijn rollen in de televisiespots voor Jazz Middelheim en de spots van het Win for Life-krasspel van de Nationale Loterij, gastrollen in de televisieseries Halleluja!, Spoed en Willy's en Marjetten en de langspeelfilm De helaasheid der dingen.
Zijn rol als Jozef in Hasta la vista leverde hem begin 2012 een nominatie op voor de Ensor voor Beste acteur bij de Vlaamse Filmprijzen. Hij werd in januari van datzelfde jaar ook geëerd als meest verdienstelijke Lokeraar van het jaar. Eind 2012 acteerde hij naast Benoît Poelvoorde en Marc Zinga in Akwaba, een film van Benoît Mariage. In 2013 had hij rollen in de televisieseries Connie & Clyde en Zuidflank naast gastrollen in Safety First en In Vlaamse velden. In 2014 speelde hij onder meer in de series Marsman en De zonen van Van As en de langspeelfilm Brabançonne. In 2015 had hij rollen in de series Nieuw Texas, Spitsbroers en de film Wat mannen willen.
In 2016 vertolkte hij een bijrol in de film Moonwalkers. Bart De Pauw vroeg hem dat jaar ook voor een rol als wijkagent Willy in zijn televisieserie It's showtime, de serie kwam uit in 2017. Ook speelde Audenaert in de Nederlands-Vlaamse televisieserie Als de dijken breken. 
In 2017 acteerde hij in de Waalse serie Unité 42.
Vanaf 2019 vertolkt hij twee seizoenen lang de rol van directeur Erik in De luizenmoeder.  In 2020 is hij te zien in het sketchprogramma Influencers van Bart De Pauw. In het voorjaar van 2024 vertolkte hij de rol van Jerome Dupont in de Videoland-serie Sphinx. In het najaar van 2024 vertolkte hij de rol van Sjors in de bioscoopfilm De z van zus.
- Biblioteca Nacional de España: XX5341188
- Gemeinsame Normdatei: 1028514034
- International Standard Name Identifier: 0000 0004 3494 6881
- MusicBrainz: 78187e44-0009-4d7c-b3cf-7deaf8e8ed35
- Système universitaire de documentation: 164785574
- Virtual International Authority File: 281007339
- WorldCat: E39PBJjhCFM7JdKR7MPDqy7rbd